# EJHL South
EJHL South, tidigare Southeast Junior Hockey League och Southern Atlantic Hockey League, var en juniorishockeyliga som var baserat i södra USA och var för manliga ishockeyspelare som var 20 år eller yngre. Ligan var sanktionerad av det nationella ishockeyförbundet USA Hockey. EJHL South var utvecklingsliga till Eastern Junior Hockey League (EJHL) mellan 2011 och 2013.
Ligan grundades 2006 som Southeast Junior Hockey League. 2011 fick den ett nytt namn i Southern Atlantic Hockey League men bara några månader senare bytte man namn igen och den här gången till EJHL South. Detta berodde på att ligan slöt ett samarbetsavtal med EJHL om att vara en utvecklingsliga till dem. 2013 lades EJHL ned efter massflykt av medlemslag i syfte att starta nya juniorishockeyligor. Några anslöt sig till United States Premier Hockey League (USPHL) medan andra blev medlemmar i Eastern Hockey League (EHL). Ligan beslutade då att byta återigen namn och den här gången till Eastern Elite Hockey League. Det varade dock bara några månader innan det blev det officiellt att EJHL South och EJHL:s andra utvecklingsliga Empire Junior Hockey League (EmJHL) skulle ansluta sig till USPHL när de sade ja till att vara egna divisioner inom den nya ishockeyligan, Elite Division (EJHL South) och Empire Division (EmJHL).

## Lagen
De lag som spelade den sista säsongen av EJHL South.
| - Atlanta Jr. Knights - East Coast Eagles - Florida Eels - Hampton Roads Whalers | - Palm Beach Hawks - Potomac Patriots - Space Coast Hurricanes - Tampa Bay Juniors |

## Mästare
De lag som vann EJHL South under ligans existens.
| - 2006–2007: Space Coast Hurricanes - 2007–2008: Atlanta Jr. Knights - 2008–2009: Atlanta Jr. Knights - 2009–2010: Atlanta Jr. Knights | - 2010–2011: Atlanta Jr. Knights - 2011–2012: Hampton Roads Whalers - 2012–2013: Atlanta Jr. Knights |